# Meuvaines
Meuvaines és un municipi francès situat al departament de Calvados i a la regió de Normandia. L'any 2007 tenia 144 habitants.

## Demografia

### Població
El 2007 la població de fet de Meuvaines era de 144 persones. Hi havia 54 famílies de les quals 16 eren unipersonals (4 homes vivint sols i 12 dones vivint soles), 15 parelles sense fills i 23 parelles amb fills.
La població ha evolucionat segons el següent gràfic:
Habitants censats

### Habitatges
El 2007 hi havia 73 habitatges, 62 eren l'habitatge principal de la família, 8 eren segones residències i 3 estaven desocupats. Tots els 73 habitatges eren cases. Dels 62 habitatges principals, 57 estaven ocupats pels seus propietaris, 4 estaven llogats i ocupats pels llogaters i 1 estava cedit a títol gratuït; 1 tenia dues cambres, 12 en tenien tres, 11 en tenien quatre i 39 en tenien cinc o més. 48 habitatges disposaven pel capbaix d'una plaça de pàrquing. A 30 habitatges hi havia un automòbil i a 27 n'hi havia dos o més.

### Piràmide de població
La piràmide de població per edats i sexe el 2009 era:
| Homes | Edats   | Dones |
| ----- | ------- | ----- |
| 0     | 95 o +  | 4     |
| 0     | 90 a 94 | 0     |
| 0     | 85 a 89 | 0     |
| 0     | 80 a 84 | 0     |
| 4     | 75 a 79 | 4     |
| 0     | 70 a 74 | 8     |
| 8     | 65 a 69 | 4     |
| 4     | 60 a 64 | 4     |
| 12    | 55 a 59 | 4     |
| 0     | 50 a 54 | 0     |
| 0     | 45 a 49 | 12    |
| 0     | 40 a 44 | 0     |
| 8     | 35 a 39 | 8     |
| 0     | 30 a 34 | 0     |
| 8     | 25 a 29 | 8     |
| 12    | 20 a 24 | 4     |
| 0     | 15 a 19 | 4     |
| 8     | 10 a 14 | 0     |
| 0     | 5 a 9   | 0     |
| 0     | 0 a 4   | 0     |

## Economia
El 2007 la població en edat de treballar era de 94 persones, 65 eren actives i 29 eren inactives. De les 65 persones actives 59 estaven ocupades (34 homes i 25 dones) i 6 estaven aturades (4 homes i 2 dones). De les 29 persones inactives 11 estaven jubilades, 12 estaven estudiant i 6 estaven classificades com a «altres inactius».

### Ingressos
El 2009 a Meuvaines hi havia 63 unitats fiscals que integraven 150 persones, la mediana anual d'ingressos fiscals per persona era de 19.850 €.

### Activitats econòmiques
Dels 8 establiments que hi havia el 2007, 2 eren d'empreses de construcció, 2 d'empreses de comerç i reparació d'automòbils, 1 d'una empresa d'hostatgeria i restauració, 1 d'una empresa immobiliària i 2 d'empreses de serveis.
L'únic servei als particulars que hi havia el 2009 era una agència immobiliària.
L'any 2000 a Meuvaines hi havia 9 explotacions agrícoles que ocupaven un total de 624 hectàrees.

## Poblacions més properes
El següent diagrama mostra les poblacions més properes.